# Santa Colomba de Somoza
Santa Colomba de Somoza és un municipi de la província de Lleó a la comunitat autònoma de Castella i Lleó. Forma part de la comarca de Tierra de Astorga, dins la Maragatería.

## Pedanies
Andiñuela de Somoza, Argañoso, Foncebadón, La Maluenga, Labor de Rey (deshabitat), Manjarín (deshabitat), Murias de Pedredo, Pedredo, Prada de la Sierra, Rabanal del Camino, Rabanal Viejo, San Martín de Agostedo, Santa Marina de Somoza, Tabladillo, Turienzo de los Caballeros, Valdemanzanas, Viforcos, Villar de Ciervos.

## Demografia
| 1991 | 1996 | 2001 | 2004 |
| ---- | ---- | ---- | ---- |
| 528  | 495  | 450  | 498  |